# Pieve di San Giovanni Battista a Galatrona
La pieve di San Giovanni Battista a Galatrona è un edificio sacro che si trova in località Galatrona, a Bucine.

## Storia e descrizione
Sorta probabilmente in epoca paleocristiana, attestata come S. Lorenzo a Petriolo in un documento nel 774, poi come Santa Maria nel XII secolo, nel 1295 un documento la definisce come San Giovanni di Petriolo, la chiesa ebbe grande importanza tanto che nel XIV secolo contava undici chiese suffraganee. Tra secondo e terzo decennio del Cinquecento ne fu rettore Leonardo Buonafede che la dotò di notevoli opere d'arte.
L'edificio attuale risale probabilmente al XIV secolo, seppur rimaneggiato nel corso dei secoli. Il paramento murario della facciata è realizzato con piccoli conci e bozze di pietra alberese ed arenaria montati a filaretto, con a lato il campanile a vela con tre luci è stato innalzato su quello originario. Sopra il portale è una finestra architravata con lo stemma Piccolomini (1619). L'interno si presenta a tre navate divise da tozzi pilastri, concluse da una scarsella quadrangolare e con copertura a capriate lignee. 
All'interno è conservato un ricco arredo invetriato eseguito da Giovanni della Robbia, probabilmente con l'intervento del figlio Marco, tra il 1517 e il 1521, su commissione del rettore commendatario Leonardo BuonafedeEntrando a destra è il fonte battesimale esagonale che presenta sei pannelli a rilievo separati da lesene decorate con grottesche e recanti lo stemma vescovile del Buonafede (aggiunta più tarda visto che il prelato diventa vescovo di Cortona solo nel 1529). Il rilievo principale raffigura il Battesimo di Cristo, gli altri rappresentanti altre scene della vita di san Giovanni Battista. Sulla parete dietro il fonte è collocata, in una nicchia, una statua di San Giovanni Battista. Sull'altare maggiore è posto invece il ciborio a tempietto rinascimentale sormontato da una cupoletta a scaglie con lanterna sulla quale è la croce. In basso il tempietto si apre in cinque nicchie che ospitano altrettanti altorilievi raffiguranti Cristo con la Croce, a sinistra San Giovanni Battista, San Leonardo con i ceppi (patrono del committente), a destra San Girolamo con il leone e Santa Maria Maddalena.
Gli altari secenteschi conservano invece raffinati paliotti in scagliola.